# Men's Shed
De Men's Sheds ('mannenwerkplaatsen') zijn non-profit organisaties, ontmoetingsplaatsen voor mannen.
De eerste Men's Sheds ontstonden in Australië. Ze verspreiden zich over de westerse wereld. De Men's Sheds hebben tot doel mannen uit de eenzaamheid te halen en ze iets omhanden te geven om op die manier hun gezondheid en welzijn te verbeteren. De leden worden 'Shedders' genoemd.

## Geschiedenis
De Men's Shed-beweging ontstond in de jaren 1990 in Australië. In de jaren 1970-80 ontstonden voorlopers van de Men's Shed. De 'Albury Manual Activities Centre' opende in 1978. In Broken Hill in New South Wales verenigden voormalige mijnwerkers zich in de jaren 1980.
In de Zuid-Australische stad Adelaide werd onderzoek gedaan naar geslachtelijke vooroordelen en onaangepaste zorg bij mannen met dementie in verzorgingshuizen. Ook onderzoek bij Vietnamveteranen in Zuid-Australië droeg bij aan de totstandkoming van de beweging. De eerste federale Australische gezondheidsconferentie over mannen vond plaats in 1995.
De eerste Men's Shed (onder die naam) opende op 26 juli 1998 te Tongala in Victoria. Enkele maanden later, in december 1998, opende de 'Lane Cove Community Shed' in New South Wales. De idee tot de oprichting van beide werkplaatsen ontstond vermoedelijk tijdens de gezondheidsconferentie van 1995. In de werkplaatsen werd de mogelijkheid tot ambachtelijk handwerk en sociaal contact maar evengoed belangrijke gezondheidsinformatie aangeboden.
Nadat ze inzagen dat mannen die werkplaatsen in afgelegen gebieden wilden oprichten nood aan hulp en informatie hadden, richtten Peter Sergeant en Ron Fox in 2002  'Mensheds Australia' op. Ook in zeer afgelegen Aboriginesgemeenschappen werden werkplaatsen opgericht. In 2007 werd de 'Australian Men's Shed Association' (AMSA) opgericht om de in de plaatselijke gemeenschappen ontstane onafhankelijke werkplaatsen te vertegenwoordigen, om de Men's Shed-beweging te promoten en om als een knooppunt voor informatie-uitwisseling te functioneren. AMSA wordt door de federale overheid gesubsidieerd, om startkapitaal en praktische steun te bieden voor het ontwikkelen en in stand houden van werkplaatsen in heel Australië.
De 'Irish Men's Sheds Association' was in 2011 de eerste op het noordelijke halfrond opgerichte overkoepelende werkplaatsorganisatie. De werkplaatsen die er deel van uitmaken liggen zowel in Ierland als in Noord-Ierland. In Australië zijn de leden overwegend gepensioneerden, in Ierland zijn de leden van alle leeftijden. In februari 2013 opende de eerste werkplaats in Schotland, de 'Westhill & Districts Men's Shed'.
In steeds meer landen ontstaan werkplaatsen, voornamelijk in Europa en Zuid-Azië. In 2015 waren meer dan 50 werkplaatsen actief in Nieuw-Zeeland en meer dan 200 in Ierland. De 'US Men's Sheds Association' werd opgericht en had in 2017 drie werkplaatsen, in Hawaï, Minnesota en Michigan. Eind 2019 waren in het Verenigd Koninkrijk meer dan 500 werkplaatsen actief.

## Welzijn en gezondheid
Een van de belangrijkste redenen voor het oprichten van de Men's Sheds was het verbeteren van de gezondheid van de oudere mannelijke bevolking in Australië. De werkplaatsen worden soms beschreven als een manvriendelijke voorziening met een 'gezond in't geniep'-aanpak.
Volgens professor Barry Golding helpen de werkplaatsen de gezondheid van de man te verbeteren. In de westerse landen hebben mannen van alle leeftijdsgroepen een slechtere gezondheid dan vrouwen. Er heerst ongerustheid over het gebrek aan steun voor oudere mannen en het vanwege hun onzichtbaarheid te beperkte onderzoek waardoor er weinig vooruitgang in hun gezondheidstoestand te bespeuren valt. Er bestaan nog geen langetermijnstudies over de werkplaatsen. De werkplaatsen kunnen de negatieve culturele, sociale en ideologische houding tegenover mannen tegengaan.
Diabetes is een ziekte waar de positieve invloed van de werkplaatsen reeds zichtbaar is. Mannen hebben meer diabetes en vertonen een hoger risico op niet gediagnosticeerde en onbehandelde diabetes. In Ierland werkt 'Irish Men's Sheds Association' samen met 'Diabetes Ireland', zorgverleners en vakmensen om diabetes aan te pakken. De toenemende invloed van de werkplaatsen op de gezondheid van de mannen wordt erkend in de publicaties voor de zorgverleners.
De werkplaatsen zijn ook rechtstreeks betrokken bij de ondersteuning van mannen die lijden aan dementie of de ziekte van Alzheimer, vooral in de beginstadia. 'Alzheimer's Australia NSW' hielp initiatieven te ontwikkelen door middel van haar "Every Bloke Needs a Shed"-pilootproject.
Onderzoek in 2007 wees uit dat de mannen een positieve invloed van hun lidmaatschap van de werkplaatsen ondervonden:
- 99.5% (van de mannen), 'Ik voel me beter over mezelf'
- 97%, 'Ik heb een plaats waar ik me thuis voel'
- 97%, 'Ik kan aan de gemeenschap bijdragen'
- 97%, 'Ik doe wat ik graag doe'
- 90%, 'Ik voel me meer in de gemeenschap aanvaard'
- 79%, 'Ik krijg toegang tot gezondheidsinformatie'
- 77%, 'Ik ben gelukkiger thuis'.

Ongeveer 30 % van de mannen heeft een beperking.
De positieve effecten van de werkplaatsen worden in verband gebracht met de wederzijdse ondersteuning, het levenslang leren en hoe "iedere man zowel leraar als leerling is".

## Financiering
De Australische overheid erkent reeds enkele jaren het sociale belang van de werkplaatsen. Ze promoot en subsidieert de werkplaatsen actief. De Men's Sheds maken in Australië ondertussen deel uit van heel wat lokale gemeenschappen en beginnen onderdeel van de Australische cultuur te worden. Lokale en regionale overheden ondersteunen en subsidiëren ze daarom ook.
Andere landen waar de werkplaatsen populair worden hebben ondertussen ook hun sociale en gezondheidsvoordelen erkend. In Ierland werden de werkplaatsen in de 'National Men's Health Policy 2008-13' erkend en gepromoot.
De werkplaatsen worden gefinancierd door een aantal gespecialiseerde charitatieve instellingen, door private investeringen en door allerhande overheidsinstellingen.

## Nederland
In Nederland is de 'Stichting Menssheds Nederland' opgericht.